# Ho Kwan-kit
Ho Kwan-kit Chinees: 何鈞傑 (Hongkong, 20 april 1997) is een Hongkongs professioneel tafeltennisser. Hij speelt linkshandig, met de shakehandgreep. Ho is zijn achternaam.
Hij vertegenwoordigde zijn land op de Olympische Zomerspelen 2016 en 2020 maar won daar geen medailles.